# 행복한 불끄기
행복한 불끄기는 에너지절약을 위해 가정, 건물 등을 대상으로 매월 22일 저녁 8시부터 9시 사이 실내전등 및 경관조명 등을 소등토록 하는 서울특별시가 주관하는 시민참여 캠페인이다.

## 참고 문헌
1. ↑  “서울시 22일 매일 1시간 동안 ‘행복한 불끄기’ 시작한다”. 국토매일. 2013년 5월 28일.[깨진 링크(과거 내용 찾기)]